# Kumo to Tulip
Kumo to Tulip (яп. くもとちゅうりっぷ Кумо то Тириппу, «Паук и тюльпан») — короткий анимационный фильм, созданный в 1943 году. Мультфильм был снят по одноимённой детской сказке Митикo Ёкоямы. Режиссёр и постановщик Кэндзо Масаока. Премьера мультфильма состоялась 15 апреля 1943 года в кинотеатрах Японии.

## Сюжет
На поляне живёт маленькая божья коровка. Однажды она слышит красивое пение паука и подбирается поближе. На самом деле паук пытается заманить насекомых, чтобы съесть их, и тем временем готовит паутину для будущей жертвы. Паук пытается дальше заманить божью коровку, но та чует опасность и пытается убежать. Паук начинает погоню, но на паутину что-то падает и паук мгновенно перепрыгивает на паутину и сплетает кокон, но оказывается это было всего лишь пёрышко. Божья Коровка прячется в тюльпане и паук обматывает цветок паутиной, решив подождать, пока она не умрёт от голода. Но разразилась гроза, и паука и его паутину сносит далеко. После дождя муха освобождает тюльпан от паутины, и божья коровка оказывается на свободе.

## Влияние
В 2001 году мультфильм занял четвёртое место в ТОП-100 аниме по версии журнала Animage.
Мультфильм демонстрировался на фестивале в Локарно в Швейцарии в 2008 году и на Barbican Animation Show в Лондоне в 2011 году.